# 玃
玃是傳說中栖息於中国四川省高山的猿猴狀生物，全身长满毛，身長七尺（170cm}，能直立步行。

## 概要
别称猳国、马化，会抢走路过拿地方的妇女，并带走，所以它们只抢女人不抢男人。抢到的女子会被当作妻子。如果不生孩子，就回不去。十年后，这些被抢的妇女，会变的和它们相似。如果生孩子了后，它们就会把孩子和母亲一起送回家。虽然孩子像人，但如果回家没抚养孩子，那么该孩子的母亲就回被害死。记载于《搜神记》。
《抱朴子》则记载猴子活八百岁会变为猿，猿再活500岁变为玃。
《述异记》另记载猿活500岁会变为玃，玃再活一千岁能化为老人。